# Schallloch

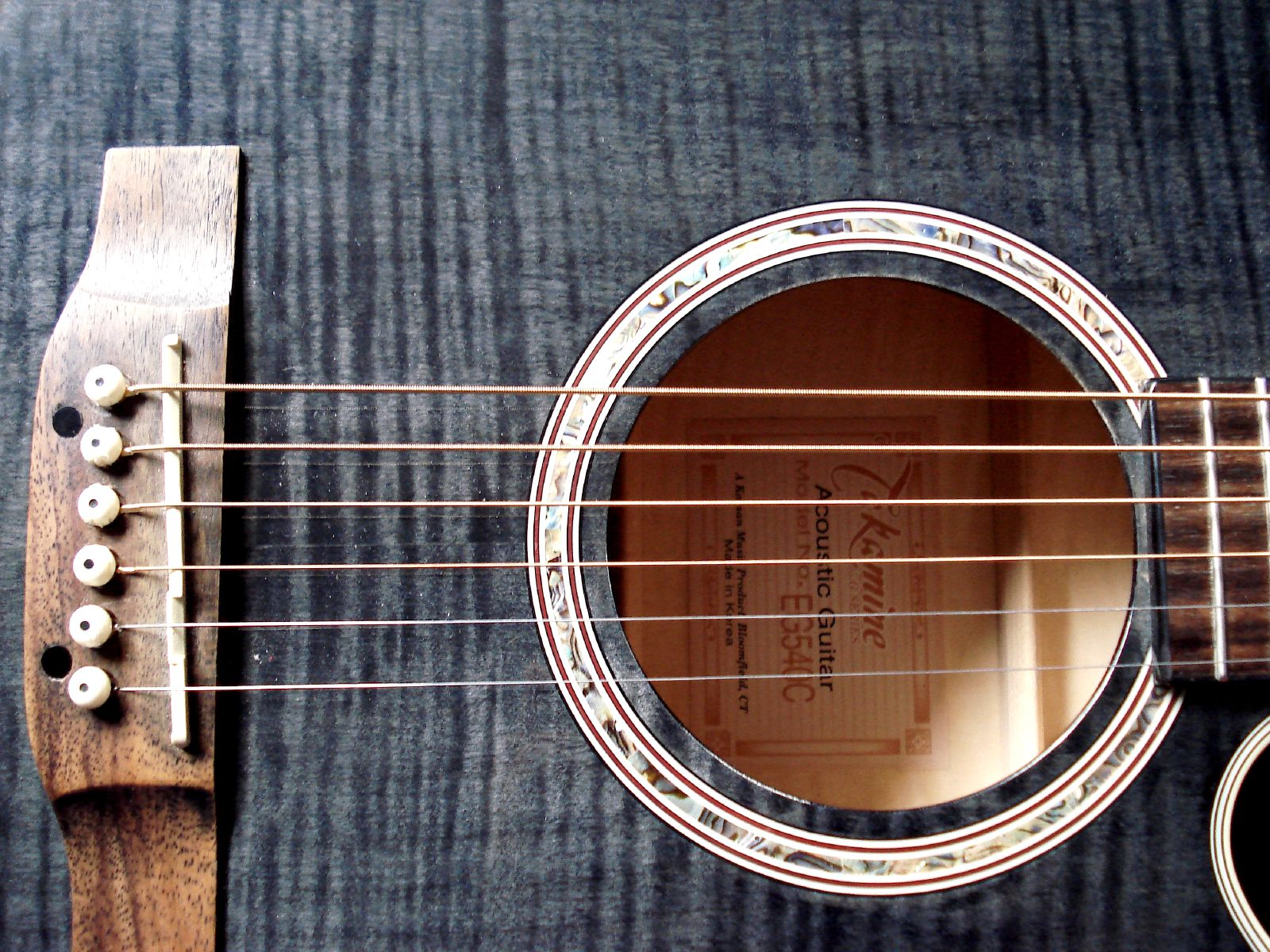
Kreisrundes Schallloch einer Akustik-Gitarre

Ein Schallloch ist eine Aussparung jeglicher Form im Resonanzkörper eines Musikinstruments zur Erhöhung der Klangfülle und für den Luftausgleich. Die Größe, Form und Lage des Schallloches ist bedeutend für die Klangcharakteristik.

## Musikinstrumente
Schalllöcher finden sich bei Saiteninstrumenten wie Gitarren, Lauten, Violinen und Leiern am häufigsten in der Decke. Die Schalllöcher genannten großen Öffnungen an der Korpusunterseite von Harfen dienen hauptsächlich zum Austausch von Saiten. Bei einigen Saiteninstrumenten verziert man gewöhnlich die Schalllöcher mit Einlegearbeiten in Mosaiktechnik (Gitarre) oder mit durchbrochenen Rosetten (Lauten).
Schalllöcher zum Ausgleich des Luftdrucks kommen auch bei einigen Schlaginstrumenten vor, zum Beispiel bei der Pauke und beim Cajón. 

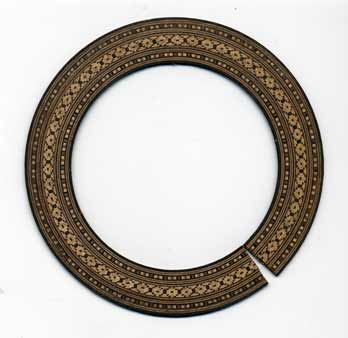
Rosette mit Mosaikeinlage für Konzertgitarren
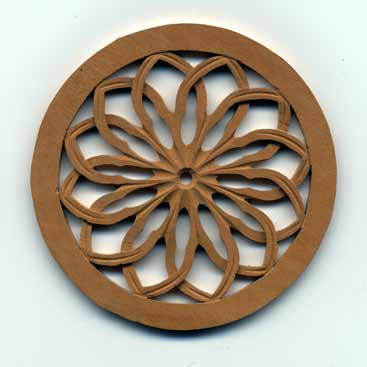
Schallloch-Rosette aus Birnbaumholz
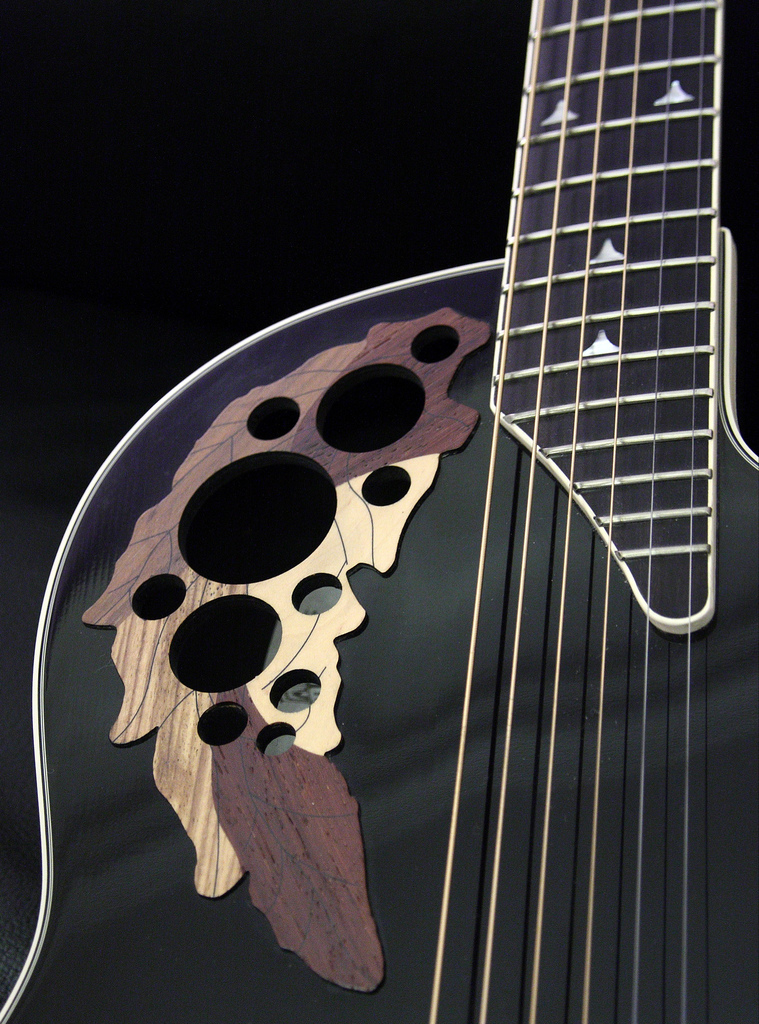
Sonderfall: Schalllöcher einer Akustik-Gitarre der Firma Ovation

## C-Loch

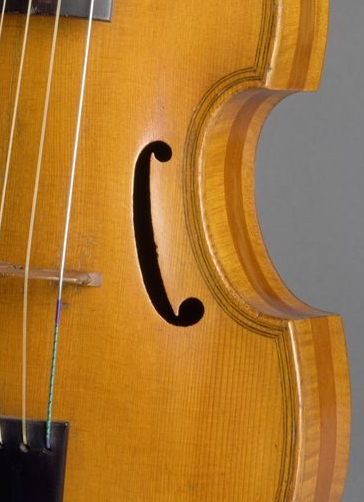
C-Loch eines Streichinstruments

Das C-Loch ist das ältere Schallloch und bei historischen Streichinstrumenten, wie den Gamben, findet man oft sehr verzierte Formen.

## F-Loch

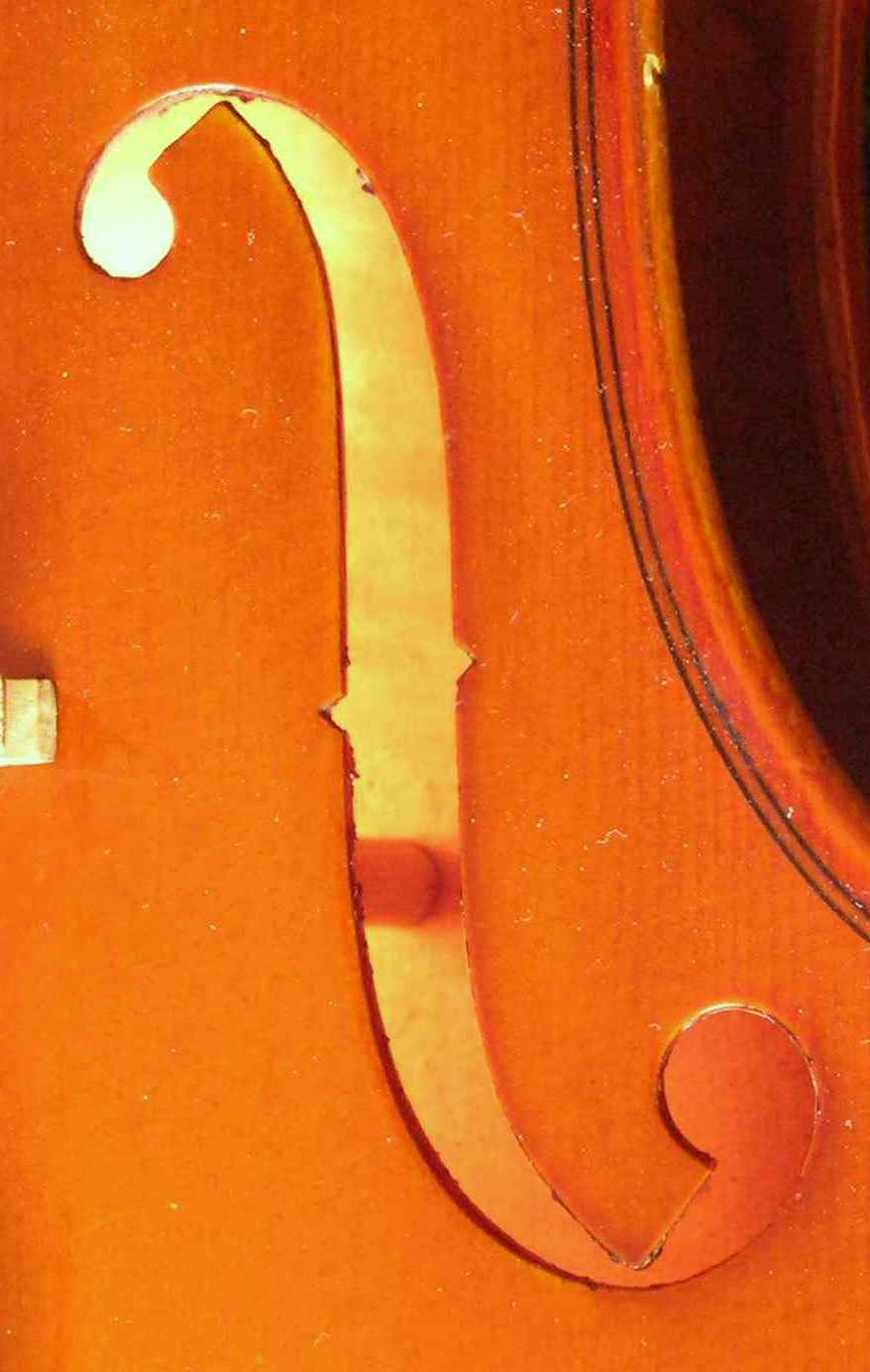
F-Loch

Bekannter ist das an die kursive Form des Kleinbuchstabens {\displaystyle f} erinnernde F-Loch der Streichinstrumente. F-Löcher befinden sich rechts und links vom Steg des Instruments. Auch in alten Gitarreninstrumenten sowie bei heutigen Archtop-Gitarren, Halbresonanzgitarren und Mandolinen oder Ukulelen können F-Löcher in den Korpus integriert sein. Das F-Loch entwickelte sich aus dem C-Loch.
Die C- oder F-Löcher an Instrumenten der Gambenfamilie und an Viola d’amore sind gelegentlich flammenförmig.